# 班玛丹增
班玛丹增（1931年7月—2009年2月14日），男，藏族，青海化隆人，中华人民共和国医生、政治人物，曾任青海省人民政府副省长，青海省政协副主席，第七届全国人大代表。